# Stowmarket
Stowmarket – miasto i civil parish w Wielkiej Brytanii, w Anglii, w regionie East of England, w hrabstwie Suffolk, w dystrykcie Mid Suffolk. W 2011 civil parish liczyła 19280 mieszkańców. Stowmarket jest wspomniana w Domesday Book (1086) jako Stou.
W mieście ma siedzibę klub piłkarski - Stowmarket Town F.C.